# Audiokniha

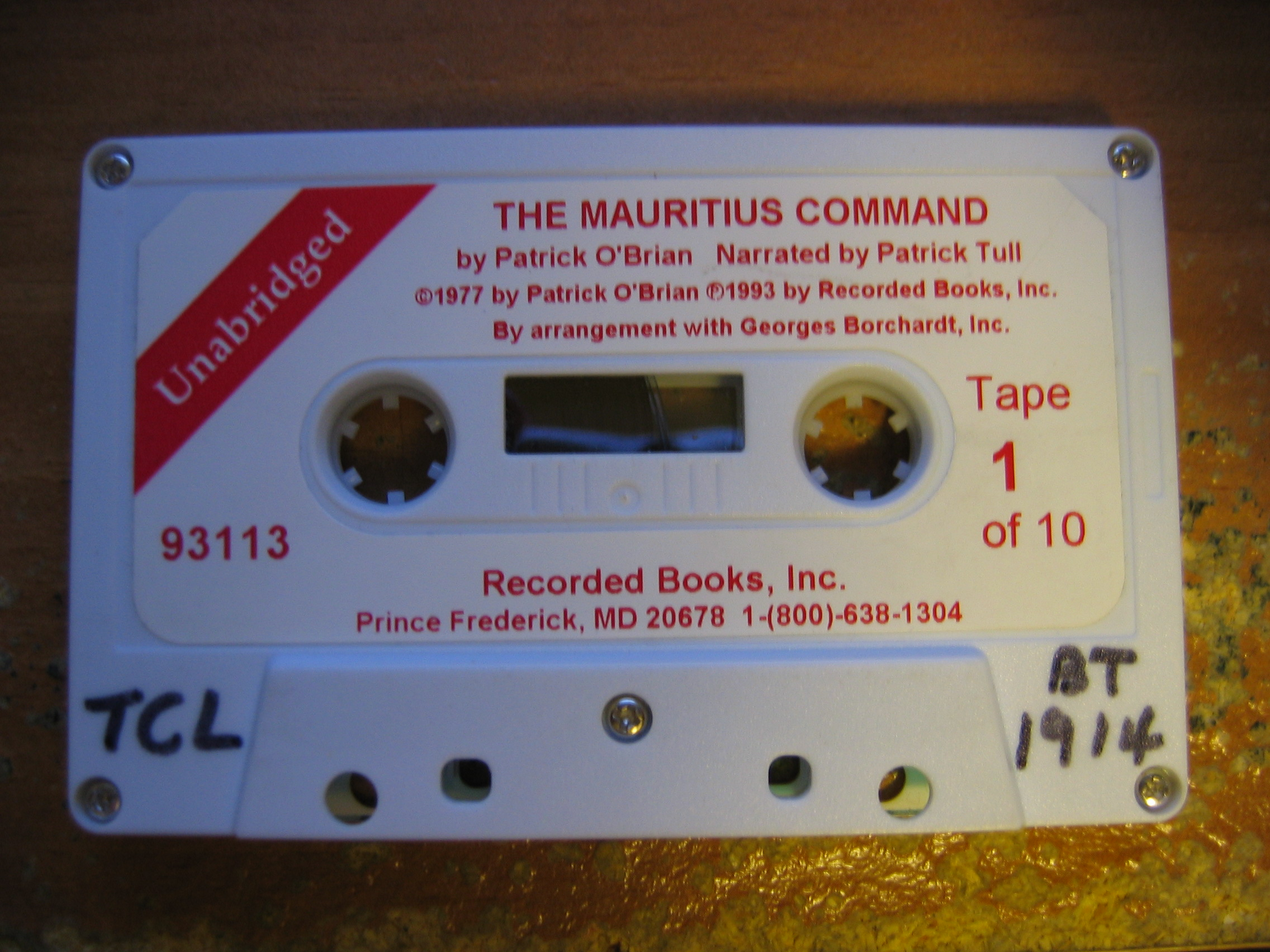
Magnetofonový pásek s nahrávkou The Mauritius Command od Patricka O'Briana

Audiokniha je nahrávka mluveného slova. Obvykle vychází z tištěných materiálů, ale nemusí jít za každou cenu o přesnou audioverzi knihy.
Mluvené nahrávky jsou dostupné ve školních a veřejných knihovnách a v menší míře v obchodech s hudebními nosiči.

## Formáty

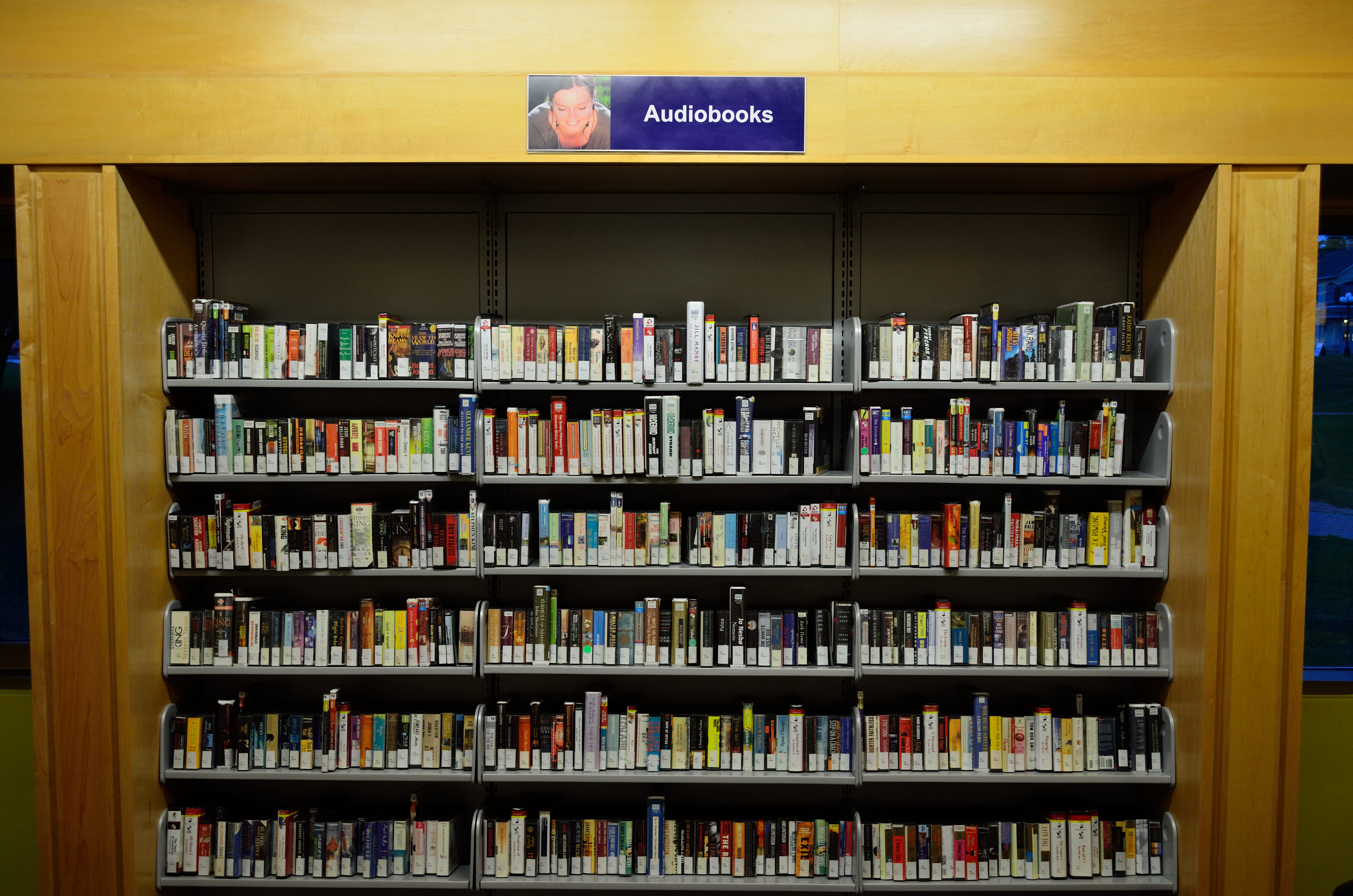
Různé formáty audioknih v knihovně

Audioknihy mohou být distribuovány v rozličných formátech. Gramofonové desky, magnetofonové kazety, CD, digitální formáty jako MP3 (.mp3), Windows Media Audio (.wma), Advanced Audio Coding.
Trendem je samozřejmě přesun prodeje do online prostředí, kde je možné jednotlivé tituly jednoduše stáhnout a uložit si je ve vlastním PC či osobních přenosných zařízeních.
Můžeme rozlišit dva druhy audioknih – zkrácené a nezkrácené. Nezkrácené jsou doslovně načtené knihy bez jakýchkoli zásahů, zatímco ty zkrácené mají text upravený. Obvykle je důvodem snížení výrobních nákladů a zároveň i menší časová a finanční náročnost na straně kupujícího. Audiokniha může mít i podobu kompletní dramatizace – s kompletním obsazením rolí, hudbou a dalšími doprovodnými efekty. Nicméně každému koncovému uživateli vyhovuje něco jiného. Nesmíme opomenout ani roli rozhlasových stanic (např. Český rozhlas), které hlavně zmíněné dramatizace často zařazují do svého vysílání. Na světovém trhu občas audiokniha doprovází nově vydanou knihu jako její součást.
Existují dva přístupy k nahrávání audioknih. Angažování známých tváří/hlasů herců, moderátorů apod. nebo načtení knihy amatéry-dobrovolníky či autory děl osobně. Každý se způsobů má opět svou vlastní cílovou skupinu posluchačů.
Asociace vydavatelů auditivních děl byla založena v roce 1986 šesti konkurenčními firmami, které se spojily s cílem zvýšit povědomí veřejnosti o produkci mluveného slova. Od roku 1996 se v USA udílejí ceny Audio Awards, které jsou ekvivalentem k filmovým cenám OSCAR. Kandidáti jsou známí každý rok v lednu a vítěz je vyhlášen na slavnostním banketu na jaře.

## Historie
Původ audioknih můžeme vystopovat v hluboké minulosti. Navazují totiž na dávnou tradici předčítání. Nicméně v roce 1931 byl v USA spuštěn program, jehož cílem bylo pomáhat nevidomým osobám. O rok později následovalo vydání první namluvené knihy, které se v letech následujících rozšířilo.
Popularita audioknih distribuovaných na gramofonových deskách vzrostla s nástupem magnetofonových kazet. Důvod byl prostý – kazetový přehrávač se stal součástí každého nově vyrobeného automobilu. Nedůvěra autorů ale byla velká, proto se mnoho dobrých audioknih této doby nezakládá na tištěné podobě.
V šedesátých letech již můžeme audioknihy najít v knihovnách (především na vinylových deskách), nahrávají se i instruktážní a vzdělávací pořady. V polovině let osmdesátých již na americkém trhu čísla prodejů vzrostla na několik miliard dolarů ročně.
Zatímco hudební fanoušci vzali nový formát [CD] velmi rychle za svůj, posluchači audioknih byli pomalejší. Zlom nastal opět až s montováním nových audio přehrávačů do osobních vozů. Formát se tedy nakonec ujal.
S příchodem internetu, širokopásmových technologií, nových komprimovaných audio formátů a přenosných MP3 přehrávačů se popularita audioknih výrazně zvýšila. Tento růst se odrazil i s nástupem předplatných služeb na audio download .

## Využití, distribuce a popularita

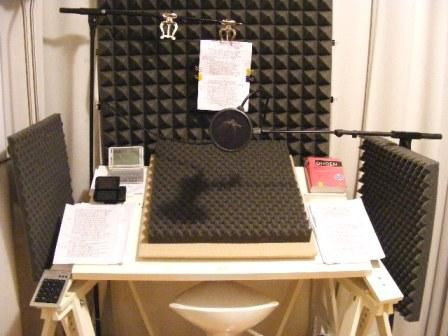
Nahrávací studio připravené pro nahrávání mluveného slova

Nové technologie podporují volné šíření audioknih, tedy těch, která již nespadají pod autorský zákon. Zvukové knihy mohou být vytvořeny i automaticky pomocí speciálního softwaru, nicméně kvalita takového záznamu nikdy nedosáhne úrovně školeného lidského hlasu.
Audioknihy v komerčním sektoru distribuují velké společnosti, které si chrání svá díla pomocí Digital rights management (DRM).
Audioknihy vydané na kazetách nebo CD jsou dražší než ty v elektronických formátech z důvodů zvýšených nákladů na jejich vydání i následnou distribuci. Oproti tomu audioknihy ke stažení mají nižší náklady, jsou tedy levnější. Pravděpodobný budoucí vývoj trhu s audioknihami můžeme charakterizovat jako pomalý a stálý růst prodeje, což se zdá pravděpodobnější než výbuch masového trhu. Ten půjde ruku v ruce s elastickou poptávkou po cenově dostupnějších variantách audioknih.
Nicméně v dlouhodobějším horizontu ekonomika stojí na straně stahovatelných audioknih. Nenesou žádné masové výrobní náklady, nevyžadují skladování velkých zásob, fyzické balení či náklady na přepravu. Tržní síly logicky naznačují, že spolu se snížením ceny naroste poptávka po produktu. Tím se zvýší absolutní zisky audioknižního průmyslu a zároveň se rozšíří povědomí široké veřejnosti o oblasti audioknih.
Jedním z faktorů, který tento vývoj brzdí, je obava, že nízké ceny těchto audioknih vytlačí klasické publikování zcela na okraj zájmu koncových uživatelů. Pozorovatelným trendem u vydavatelů knih je naopak doplnění jejich sortimentu právě o audioknihy, které považují za vhodný doplněk své produkce.
Audioknihy jsou skvělou pomůckou pro děti, které se učí číst – pomáhají rozvíjet porozumění psanému textu, zarputilé nečtenáře a zkrátka všechny, kteří nemají času nazbyt. Šetří nejen naše oči, ale právě i čas, který můžeme strávit jakoukoli jinou činností zpříjemněnou právě poslechem mluveného slova.
Většina knihoven poskytuje v rámci svých služeb bezplatné zapůjčování zvukových knih pro své zrakově postižené čtenáře, v ČR tuto službu zajišťuje Knihovna a tiskárna pro nevidomé K. E. Macana.
40 % z veškeré audioknižní spotřeby dochází prostřednictvím veřejných knihoven, zbytek pomocí maloobchodních knihkupectví. Program Knihovna ke stažení v současné době zažívá rychlý růst – více než 5000 veřejných knihoven nabízí zdarma ke stažení audioknihy (situace v USA).

## Trh s audioknihami v Česku
V roce 2021 podle Asociace vydavatelů audioknih bylo prodáno téměř 240 000 audioknih v ceně přes 259,7 milionu Kč. Proti předchozímu roku se jedná o 12 % nárůst. Asi dvě třetiny audioknih se prodalo digitální distribucí a třetina byly fyzické nosiče. Celkem 90 % audioknih na trhu vydává 7 největších vydavatelství. Ta za rok 2021 vydala 579 nových titulů, z čehož asi dvě třetiny byly od českých nebo slovenských autorů. Nejvíce knih dodalo na trh vydavatelství OneHotBook (16,58 %), Tympanum (15,05 %), Audiotéka (13,9 %), Radioservis (13,61 %), Albatros Media (11,71 %), Supraphon (11,12 %), Euromedia Group (9,34 %), Jan Melvil Publishing (4,17 %) a Publixing (3,63 %). Vydavatelství Audiolibrix a Fonia měla podíl na trhu méně než 1 %. Z prodaných audioknih bylo 35,1 % beletrie, 15,5 % detektivky a thrillery, 9,2 % knihy pro děti a mládež a 8,3 % sci-fi a fantasy.